# Colector de admisie

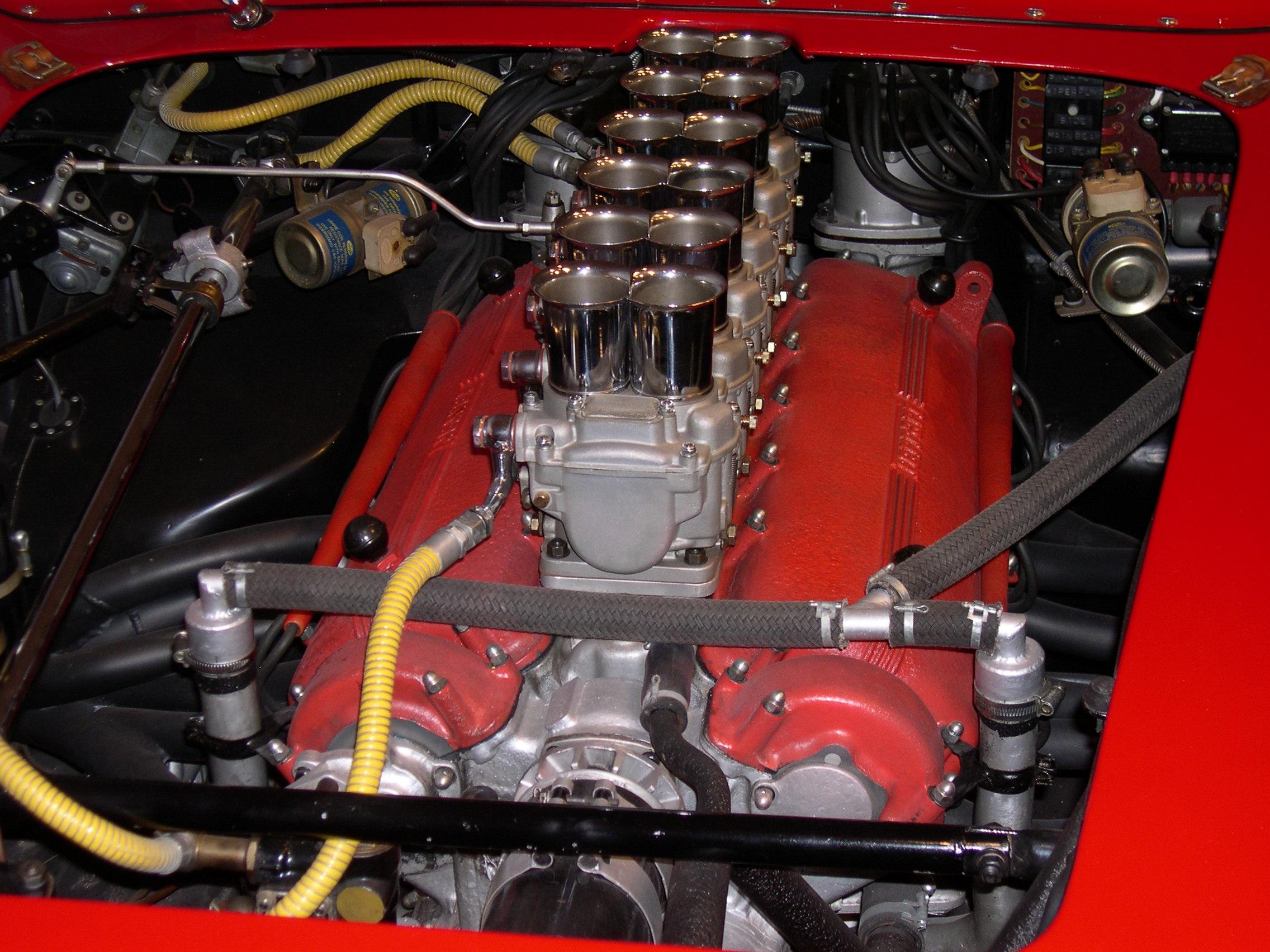
Carburatoarele folosite ca admisie

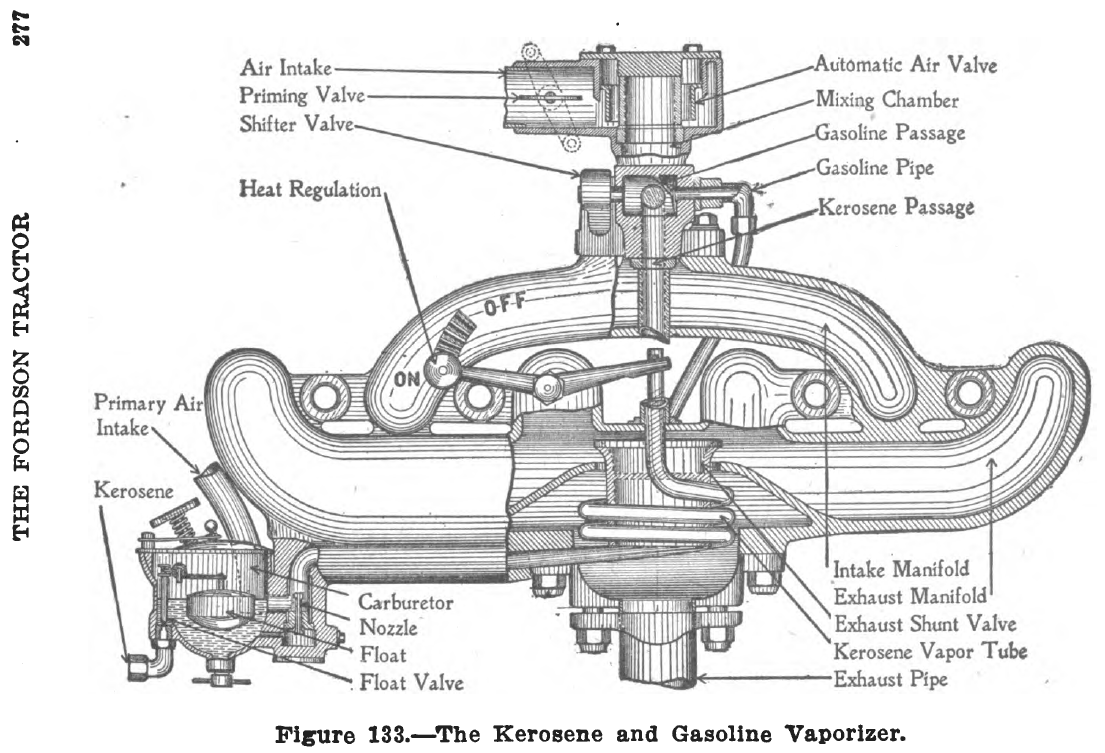
O vedere cu capăt a admisiei tractorului original Fordson (inclusiv galeria de admisie, vaporizator, carburatorul și conductele de combustibil)

Colectorul de admisie este componenta unui motor cu ardere internă care are rolul de a conduce aerul sau amestecul de carburant de la supapele de admisie prin canalele din chiulasă, asigurând o repartiție uniformă în cilindri și omogenitate (pentru amestecul de carburant). Pentru preîncălzire, colectorul are o porțiune de contact cu colectorul de evacuare, în formă de T, formând pata caldă. El se prezintă ca rețea tubulară care permite admisia aerului pe cale scurtă sau pe cale lungă fiind posibilă reglarea admisiei aerului în cilindrul motor în funcție de turația motorului.
Datorită mișcării descendente a pistoanelor și restricției cauzate de supapa de accelerație, într-un motor cu piston cu aprindere prin scânteie, există un vacuum parțial (mai mic decât presiunea atmosferică) în galeria de admisie. Acest vid de distribuție poate fi substanțial și poate fi utilizat ca sursă de putere auxiliară pentru conducerea sistemelor auxiliare: frâne electrice asistate, dispozitive de control al emisiilor, tempomat, avans de aprindere, ștergătoare de parbriz, geamuri electrice, supape de ventilație etc.
Acest vid poate fi de asemenea utilizat pentru a trage orice gaz de suflare a pistonului din carterul motorului. Acesta este cunoscut ca un sistem de ventilație pozitivă a carterului, în care gazele sunt arse cu amestecul combustibil / aer.

## Turbulență
Carburatorul sau injectorul de combustibil pulverizează picăturile de combustibil în aerul din colector. Datorită forțelor electrostatice o parte din combustibil se va forma în bazine de-a lungul pereților colectorului sau se poate converti în picături mai mari în aer. Ambele acțiuni sunt nedorite, deoarece creează neconcordanțe în raportul aer-combustibil. Turbulența în admisie determină forțe de proporții inegale în vectori variați care trebuie aplicați la combustibil, ajutând la atomizare. O mai bună atomizare permite o ardere mai completă a întregului combustibil și ajută la reducerea loviturilor motorului prin mărirea frontală a flăcării. Pentru a realiza această turbulență este o practică obișnuită de a lăsa suprafețele orificiilor de admisie în capul cilindrului dur și nefolosite.
Doar un anumit grad de turbulență este util în aport. Odată ce combustibilul este suficient de atomizat, turbulența suplimentară determină scăderi de presiune inutile și scăderea performanțelor motorului.

## Eficienta volumetrica

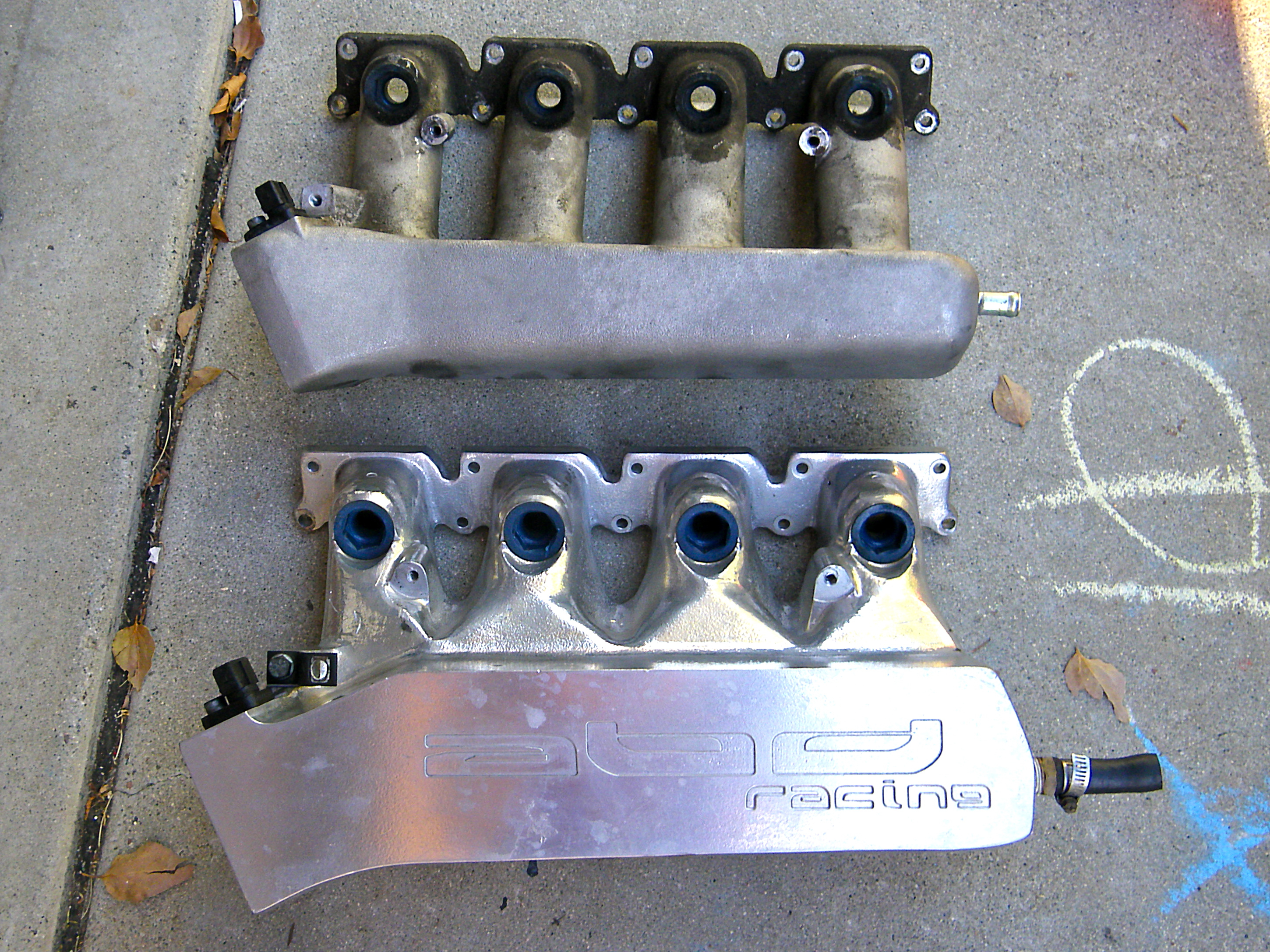
Compararea unei galerii de admisie a stocului pentru un motor Volkswagen 1.8T (top) la un motor de construcție personalizat utilizat în competiție (partea de jos). În galeria construită la comandă, traversele către orificiile de admisie de pe capul cilindrilor sunt mult mai largi și mai conice. Această diferență îmbunătățește eficiența volumetrică a admisiei de combustibil / aer a motorului.

Designul și orientarea galeriei de admisie reprezintă un factor major în eficiența volumetrică a unui motor. Schimbările abrupte ale conturului provoacă scăderi de presiune, ducând la intrarea mai puțină a aerului (și / sau a combustibilului) în camera de ardere; distribuitoarele de înaltă performanță au contururi ușoare și tranziții treptate între segmentele adiacente.
Colectoarele moderne de admisie folosesc în mod obișnuit rulmenți, tuburi individuale care se extind către fiecare orificiu de admisie de pe capul cilindrului care emană dintr-un volum central sau "plenum" sub carburator. Scopul dispozitivului este de a profita de proprietatea de rezonanță Helmholtz a aerului. Aerul curge la viteză considerabilă prin supapa deschisă. Când supapa se închide, aerul care nu a intrat încă prin supapă are încă mult impuls și se comprimă în fața supapei, creând o zonă de presiune înaltă. Acest aer de înaltă presiune începe să se egalizeze cu aerul sub presiune din colector. Datorită inerției aerului, egalizarea va avea tendința de a oscila: La început, aerul din cursă va fi la o presiune mai mică decât manifestarea. Aerul din colector încearcă apoi să egalizeze înapoi, iar oscilația se repetă.
Cu cât suprafața secțiunii transversale a traseului este mai mică, cu atât presiunea se modifică mai mult pe rezonanță pentru un debit de aer dat. Acest aspect al rezonanței Helmholtz reproduce un rezultat al efectului Venturi. Când pistonul se accelerează în jos, presiunea la ieșirea canalului de admisie este redusă. Acest impuls de presiune scăzută trece la capătul de intrare, unde este transformat într-un impuls de suprapresiune. Acest impuls se deplasează înapoi prin traversă și emite aer prin vană. Valva se închide apoi.
Pentru a valorifica puterea completă a efectului de rezonanță Helmholtz, deschiderea supapei de admisie trebuie programată corect, altfel pulsul ar putea avea un efect negativ. Aceasta reprezintă o problemă foarte dificilă pentru motoare, deoarece temporizarea supapelor este dinamică și se bazează pe turația motorului, în timp ce temporizarea impulsurilor este statică și depinde de lungimea canalului de admisie și de viteza sunetului. Soluția tradițională a fost aceea de a regla lungimea canalului de admisie pentru o turație specifică a motorului în care se dorește o performanță maximă.

## Galeria de admisie cu lungime variabilă

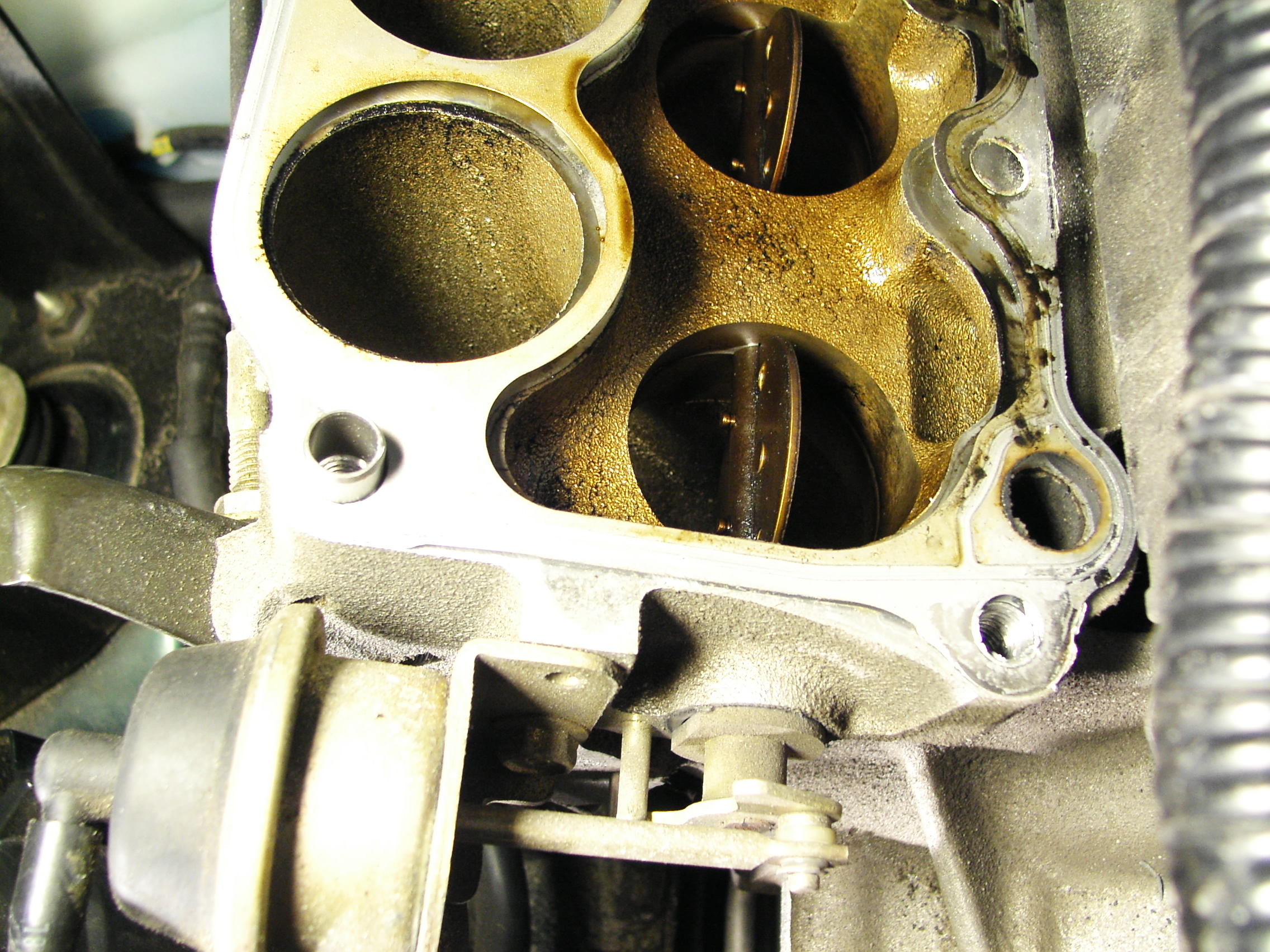
Galeria de admisie inferioară pe un motor Mazda Miata din 1999, care prezintă componente ale unui sistem de admisie cu lungime variabilă.

Galeria de admisie cu lungime variabilă (VLIM) este o tehnologie de distribuire a combustibilului cu ardere internă. Există patru implementări comune. Mai întâi, se folosesc două trase de admisie cu o lungime diferită, iar o clapetă fluture poate închide calea scurtă. În al doilea rând, canalele de admisie pot fi îndoite în jurul unui plen comun, iar o supapă de alunecare le separă de plen cu o lungime variabilă. Fiecare alergător de la un sub plen la plenul principal poate fi schimbat în lungime. Pentru motoarele V, acest lucru poate fi realizat prin împărțirea unei singure plenumuri mari la turația ridicată a motorului prin intermediul unor supape de alunecare în acesta atunci când viteza este redusă. Fiecare alergător de la un sub plen la plenul principal poate fi schimbat în lungime. Pentru motoarele V, acest lucru poate fi realizat prin împărțirea unei singure plenumuri mari la turația ridicată a motorului prin intermediul unor supape de alunecare în acesta atunci când viteza este redusă.
Există două efecte principale ale geometriei de admisie variabilă:
- Efectul Venturi - La turații reduse, viteza fluxului de aer este mărită prin direcționarea aerului printr-o cale cu capacitate limitată (arie transversală). Calea mai mare se deschide când crește sarcina, astfel încât o cantitate mai mare de aer să intre în cameră. În cazul modelelor cu camă dublă (DOHC), traseele de aer sunt adesea conectate la supape de admisie separate, astfel încât traseul mai scurt poate fi exclus prin dezactivarea supapei de admisie în sine.
- Presurizarea - O cale de intrare reglată poate avea un efect de presurizare ușoară similar cu un compresor de joasă presiune datorat rezonanței Helmholtz. Cu toate acestea, acest efect se produce numai pe o gamă îngustă de turații a motorului, care este direct influențată de lungimea de admisie. O aport variabil poate crea două sau mai multe "puncte fierbinți" sub presiune. Atunci când viteza aerului de admisie este mai mare, presiunea dinamică care împinge aerul (și / sau amestecul) în interiorul motorului este mărită. Presiunea dinamică este proporțională cu pătratul turației aerului de admisie, astfel încât, făcând trecerea mai îngustă sau mai lungă, viteza / presiunea dinamică este crescută.

Mulți producători de automobile folosesc tehnologii similare cu nume diferite. Un alt termen comun pentru această tehnologie este Variable Resonance Induction System (VRIS).